# بوخيرا
بلدية بوخيرا (بالإسبانية: Pujerra) هي بلدية تقع في مقاطعة مالقة التابعة لمنطقة أندلوسيا جنوب إسبانيا.

## الديموغرافيا
بلغ عدد سكان بلدية بوخيرا 343 نسمة عام 2011 (وفقاً للمعهد الوطني الإسباني للإحصاء).
| 347 | 310 | 292 | 333 | 328 | 337 | 343 |